# Баумгартен-бай-Гнас
Баумгартен-Гнас (нем. Baumgarten bei Gnas) — коммуна в Австрии, в федеральной земле Штирия.
Входит в состав округа Фельдбах. Население составляет 601 человек (на 31 декабря 2005 года). Занимает площадь 8,97 км².

## Политическая ситуация
Бургомистр коммуны — Йозеф Шифер (АНП) по результатам выборов 2005 года.
Совет представителей коммуны (нем. Gemeinderat) состоит из 9 мест.
- АНП занимает 6 мест.
- СДПА занимает 3 места.